# Rzesza (gmina Awiżenie)
Rzesza − wieś na Litwie, zamieszkana przez 689 ludzi (2001). Położona 4 km na północny zachód od Wielkiej Rzeszy. Administracyjnie znajduje się w rejonie wileńskim, w gminie Awiżenie.